# Conférence
Pour les articles homonymes, voir Conférence (homonymie).

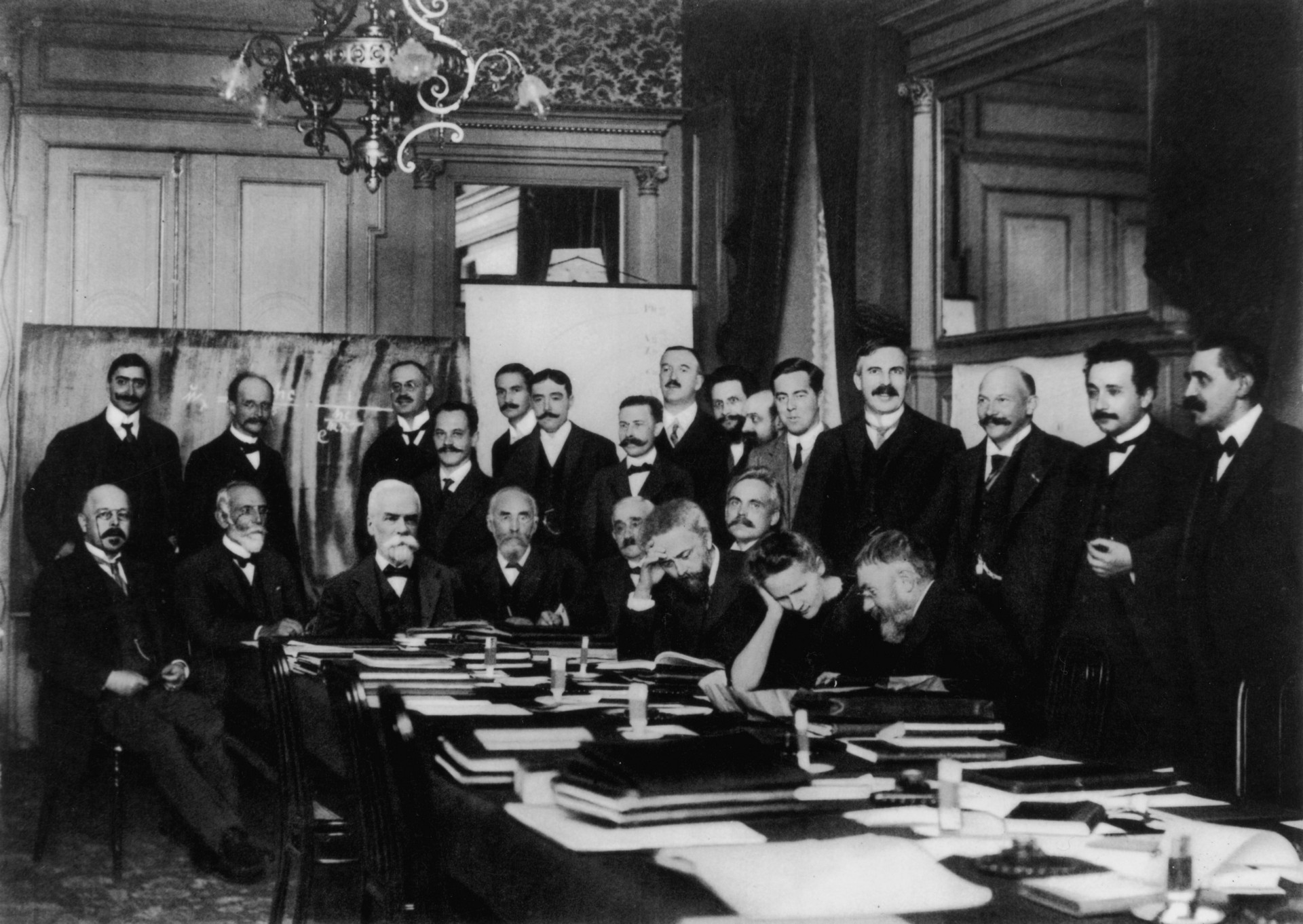
Conférence de Solvay (1911).

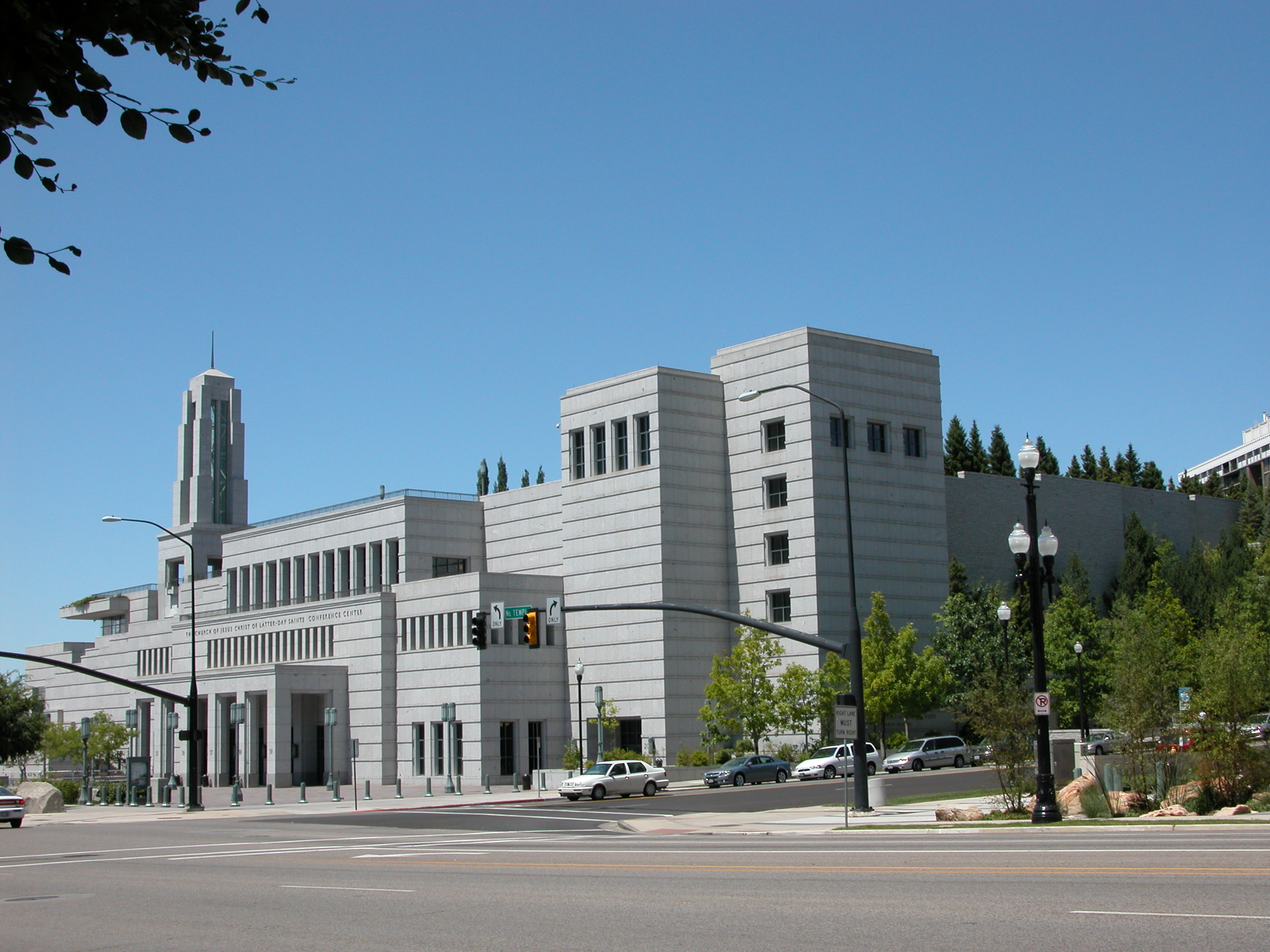
Dans les grandes villes, des centres dédiés sont conçus pour accueillir et faciliter les grandes conférences.

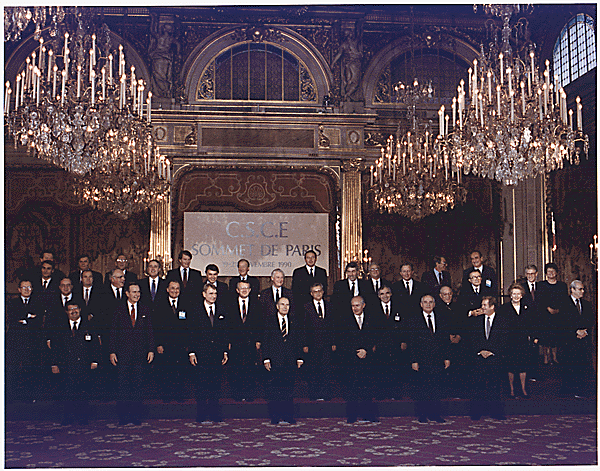
Conférence européenne (Assemblée parlementaire de l'OSCE), 1990, Palais de l'Élysée à Paris.

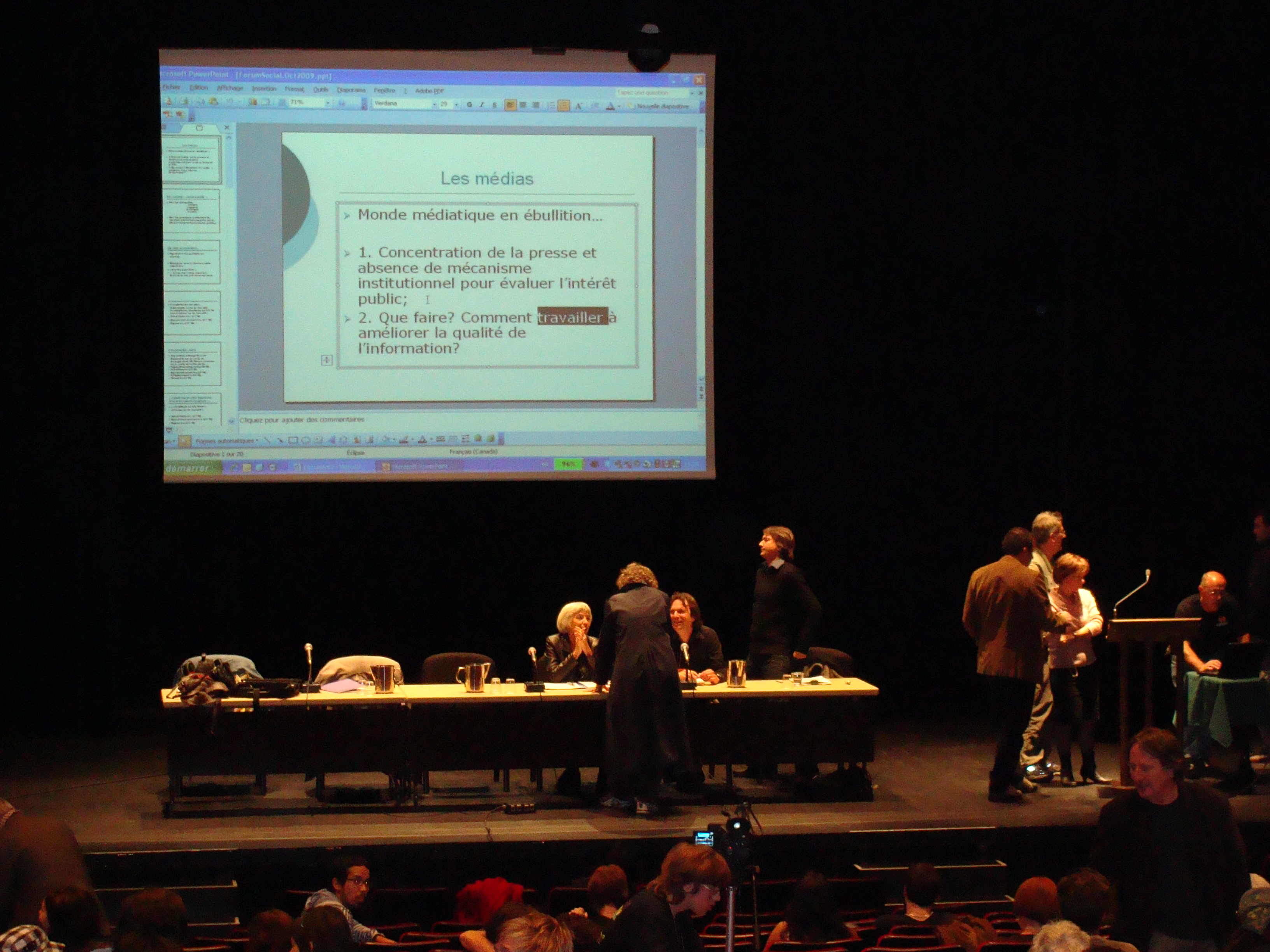
Au XXe siècle, les conférenciers sont passés du tableau noir aux diapositives, au rétroprojecteur, puis au vidéoprojecteur et logiciels spécialisés (ici, une conférence sur la privatisation des savoirs).

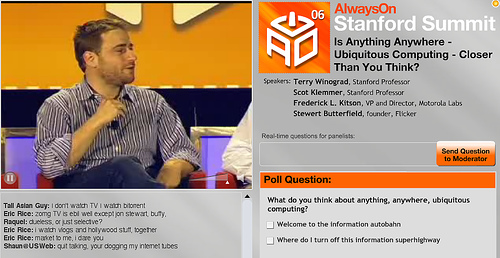
La Vidéoconférence permet d'intervenir à distance.

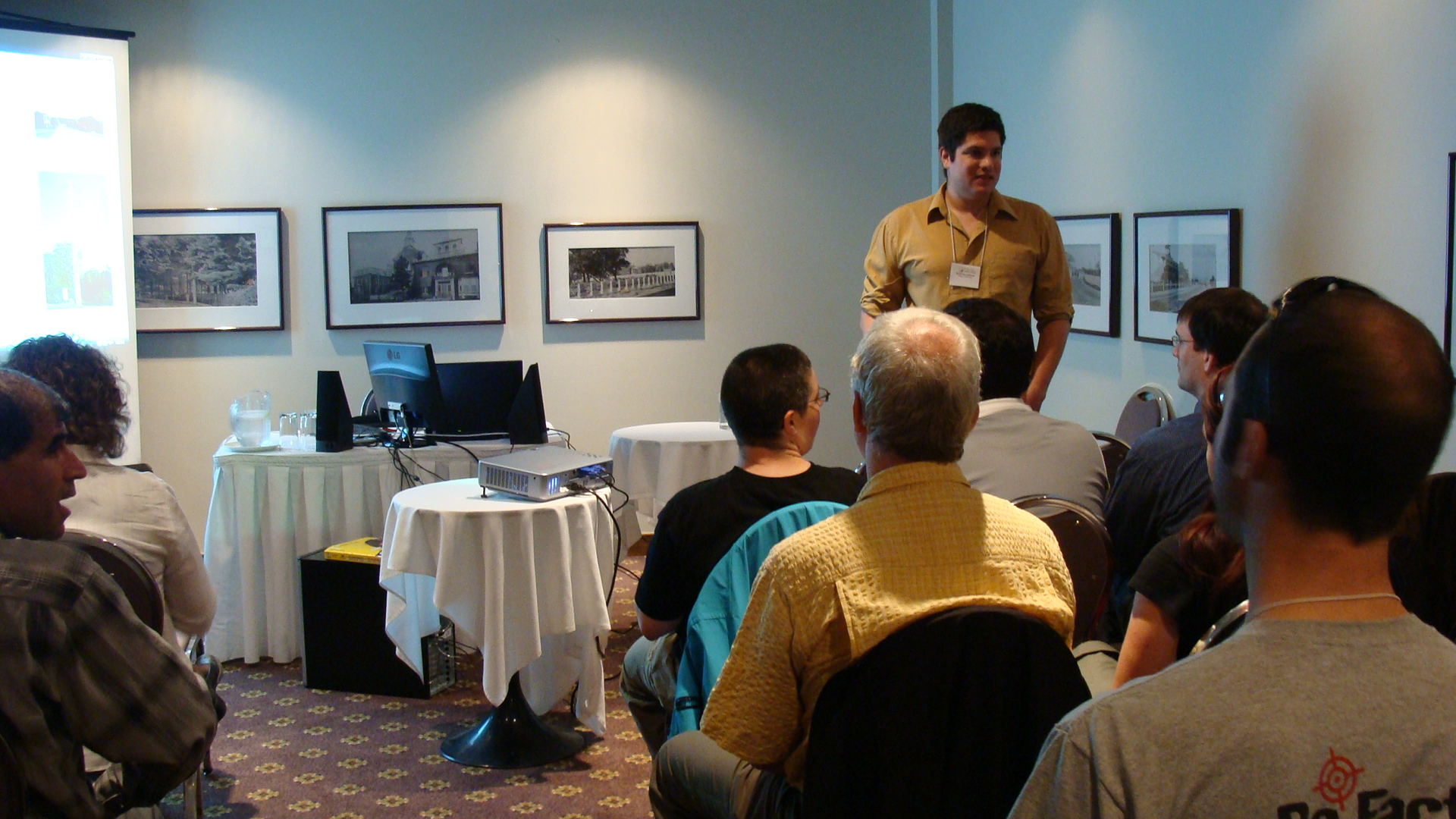
Petite conférence de travail ou sensibilisation (ici sur le sujet « Projets pédagogiques sur Wikipédia » à Trois-Rivières, Québec, 2009).

La conférence est l'une des formes de conversation entre personnes.
Elle est une confrontation d'idées (scientifiques ou médicales, philosophiques, politique…) sur un sujet jugé d'importance par les participants. C'est pourquoi son organisation est généralement formelle. Elle rassemble un ou plusieurs intervenants (spécialistes) et leurs contradicteurs ou citoyens ou représentants de la société civile dans certaines conférences (conférence citoyenne, conférence de consensus).
Certaines conférences se répètent régulièrement (conférences budgétaires par exemple) ou sont dites « conférences permanentes » quand leur objet est destiné à être régulièrement évalué et questionné.

## Histoire
La conférence trouve probablement l'une de ses origines dans la maïeutique et l'enseignement universitaire où souvent un orateur cherchait à définir un sujet, en en différenciant les éléments, et en confrontant et discutant différentes hypothèses.
Depuis le XXe siècle, elle est aussi une réunion entre diplomates, une réunion entre spécialistes ou un exposé fait par un expert à des profanes. Certaines de ces réunions ont acquis une notoriété internationale.
Les participants sont le plus souvent rassemblés en un même lieu (amphithéâtre, salle de conférence parfois situées dans un bâtiment spécialisé (centre de conférence). Au XXe siècle, les conférenciers sont passés du tableau noir, aux diapositives, rétroprojecteur, puis vidéoprojecteur et logiciels spécialisés (ici conférence sur la privatisation des savoirs).
Depuis la fin des années 1990, une conférence peut facilement faire intervenir des personnes séparées dans l'espace et dans le temps grâce au téléphone (conférence téléphonique), des enregistrements vidéo ou la visiophonie (visioconférence) ou directement sur Internet via des outils de travail collaboratif).
Il existe des cabinets de conseil qui louent les anciens présidents à prix d'or, pour les faire intervenir devant des publics choisis (notamment dans les pays émergents, en mal de respectabilité sur la scène internationale) ou pour des prestations confidentielles : Washington Speakers Bureau (cette filiale d'Omnicom est pionnière du genre depuis les années 1970), GlamSpeak, ou encore, en France, Plateforme, ou Premium Communication.

## Usage
Elle est utilisée dans différentes occasions, souvent pour permettre à un intervenant de délivrer à un large auditoire des informations sur un sujet dont il est un spécialiste. Le conférencier est souvent placé sur une estrade, ou debout devant un pupitre, éventuellement muni d'un micro. Un temps de questions-réponses est souvent prévu pour les échanges avec le public, ainsi que des actes résumant ou citant les différentes interventions, et présentant les intervenants.
Les conférences internationales réunissent plusieurs pays et/ou divers organismes internationaux (organisations internationales, organisations non-gouvernementales...) et abordent le plus souvent des sujets qui touchent le monde dans sa globalité (santé, économie, environnement...) ou nécessitant l'établissement d'un consensus.

### Controverses
Il est fréquent que des personnalités participent à des conférences contre rémunération. L'ancien premier ministre britannique Tony Blair a ainsi accumulé entre 24 et 74 millions d'euros de 2008 à 2012. L'ancien président des États-Unis Bill Clinton a vu ses revenus annuels passer de 358 000 à 16 millions de dollars après avoir quitté la Maison-Blanche, grâce au versement d’une avance pour ses Mémoires et à la tarification de ses conférences. Le président français Nicolas Sarkozy a déclaré son intention de se « faire du fric comme Clinton » après son départ de l’Élysée.
Les monarchies du Golfe (Arabie saoudite, Qatar, Émirats arabes unis et Koweït) s'emploient, en particulier depuis les années 1990 et 2000, à renforcer leur visibilité à l'international, notamment à travers l'organisation de conférences. D'après le journaliste Akram Belkaïd, l'objectif est d'attirer « de grands noms occidentaux et faire mieux que le voisin. Peu importe que le thème soit plat, les communications des orateurs prudentes et convenues, les travées clairsemées: l’essentiel est de donner l’impression d’une intense activité intellectuelle. Invités tous frais payés avec vol en première classe ou, pour les moins connus, en classe affaires, les intervenants sont logés dans des palaces (...). Les personnalités les plus importantes ont droit à des cadeaux de valeur. À charge implicite pour elles de vanter la « vision » du monarque local et le caractère « exceptionnel » de l’expérience politique de son pays ». Nicolas Sarkozy a ainsi prononcé le 3 mars 2018 à Abou Dabi (Émirats arabes unis) « un discours rémunéré sur le thème de la démocratie destructrice de « leadership », qui ferait obstacle à l’émergence de « grands leaders » de l’envergure de MM. Xi Jinping, Vladimir Poutine ou Mohammed Ben Salman. Un propos qui ne pouvait que faire plaisir à l’homme fort de l’émirat – et de toute la péninsule arabique –, le prince héritier Mohammed ben Zayed Al Nahyane. »